# Котова, Анна Викторовна
А́нна Ви́кторовна Ко́това (род. 7 июня 1986 года, Москва) — российская актриса театра и кино, диктор.

## Биография
Анна Котова родилась 7 июня 1986 года в Москве. В 2007 году окончила актёрский факультет РАТИ, курс П. О. Хомского и В. В. Теплякова, а в 2009 году — Высшую национальную школу телевидения.
В 2008 году снялась в ситкоме канала ТНТ «Любовь на районе». Кинорежиссёр Борис Хлебников, в то время — креативный продюсер канала, пригласил Котову на одну из главных ролей в свой фильм «Долгая счастливая жизнь». Фильм участвовал в конкурсной программе Берлинского кинофестиваля 2013 года. Позднее актриса приняла участие в фильмах Бориса Хлебникова «Пока ночь не разлучит» и «Аритмия».

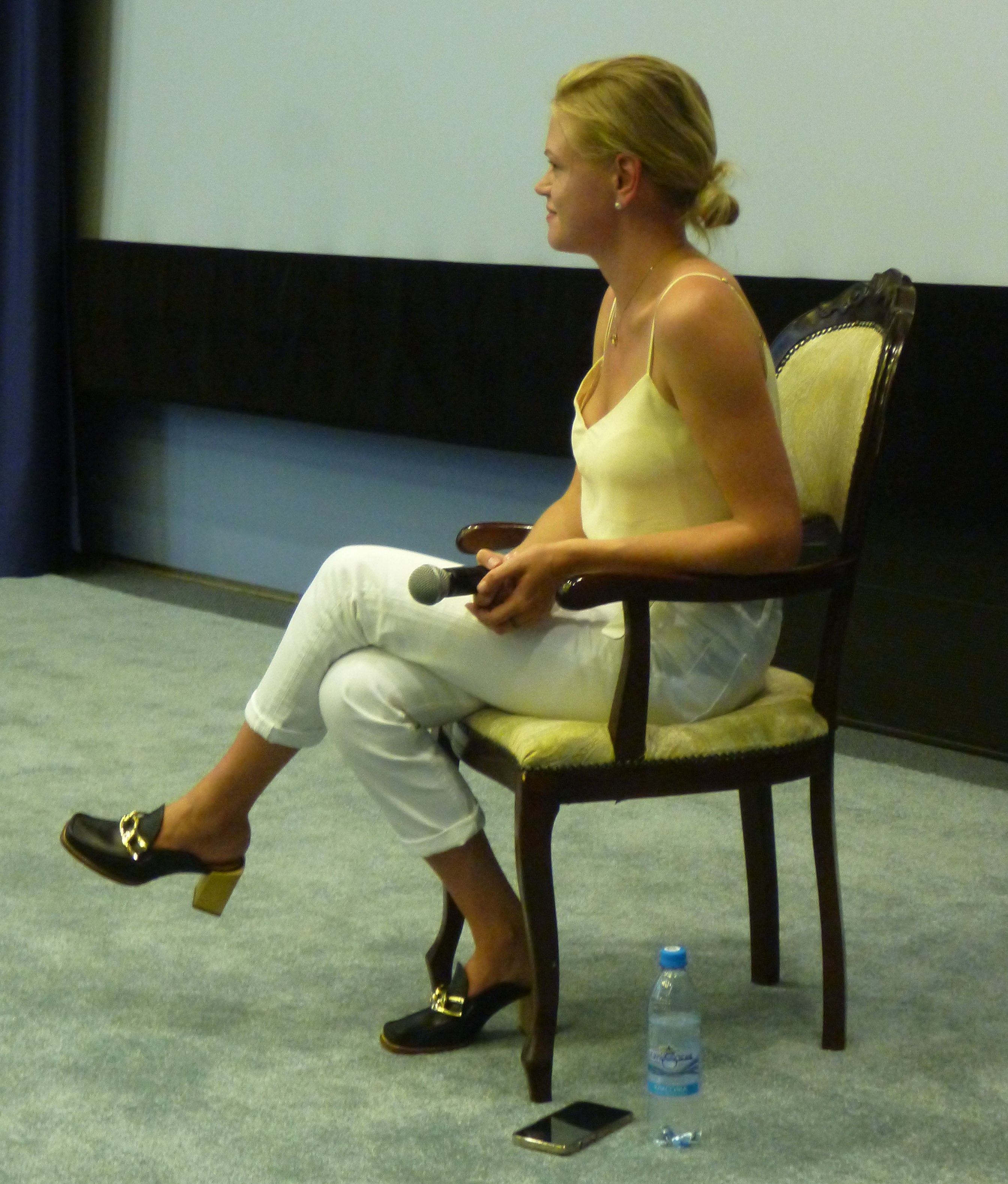
Анна Котова ведет мастер-класс на кинофестивале в Екатеринбурге, 13 августа 2022 года

С 2010 года — актриса «Театра. DOC» и «Центра драматургии и режиссуры им. А. Казанцева и М. Рощина» (на Беговой).

### Личная жизнь
Бывший муж — Иван Дерябин, музыкант.

## Театральные работы
Театр. DOC:
- «89-93 (Сквоты)» реж. Р. Маликов, В. Лисовский
- «Час восемнадцать» — девушка из скорой помощи, реж. М. Угаров
- «Кастинг» — Памела, реж. И. Стам
- «Синий слесарь» — ведущая, реж. М. Угаров, Р. Маликов
- «Алконовеллы» — Маша, реж. В. Суркова

ЦДР им. А.Казанцева и М.Рощина:
- «Класс Бенто Бончева» — Чечилия, реж. М. Угаров

## Фильмография

### Актриса
- 2007 — Счастливы вместе — подруга Светы
- 2007 — Дом кувырком — дама на аукционе
- 2007 — И всё-таки я люблю — Кристина, дочь Кати и Вадима
- 2007 — Полный дом
- 2007 — Школа № 1 — Анна
- 2008 — Широка река — Лена
- 2008 — Моя любимая ведьма — стюардесса
- 2008 — След — Кузнецова Наталья
- 2008—2011 — Любовь на районе — Маша
- 2009 — Адвокатессы — Елена
- 2009 — Галыгин.ру — мать ребёнка
- 2010 — Зайцев, жги! — секретарша
- 2010 — Погоня за тенью — молодая мама
- 2011 — Возвращение домой
- 2011 — Дом ветра — медсестра Вера
- 2012 — Пятницкий. Глава вторая — проститутка
- 2012 — Проснёмся вместе? — Аня, секретарь Черского
- 2012 — Пока ночь не разлучит — приятельница
- 2013 — Долгая счастливая жизнь — Анна Александровна
- 2013 — Оттепель — Лида, гримёр
- 2014 — Как меня зовут — Света
- 2014 — Штормовое предупреждение — Света
- 2014 — Соблазн (другое название — Раскаяние) — Наташа
- 2014 — Этаж — Анна Орлова
- 2014 — Кабельное — Катя
- 2015 — Язычники — полицейская
- 2016 — Шакал — Антонина Говоркова
- 2016 — Полицейский с Рублёвки — Виктория Аркадьевна Никольская
- 2017 — Вы все меня бесите! — Галя
- 2017 — Полицейский с Рублёвки в Бескудниково — Вика
- 2017 — Холодное танго — Гражина
- 2017 — Ольга — Лариса
- 2017 — Аритмия — медсестра
- 2017 — Ёлки новые — стюардесса
- 2018 — Света с того света — Ира
- 2018 — Я худею — Диана
- 2018 — Полицейский с Рублёвки 3 — Вика Никольская
- 2018 — Полицейский с Рублёвки 4 — Вика Никольская
- 2018 — Полицейский с Рублёвки. Новогодний беспредел — Вика Никольская
- 2018 — Проклятие спящих — Ирина Васильевна Щуляева, майор юстиции, следователь по особо важным делам
- 2018 — Большая игра — Наталья Анатольевна Васнецова, главный врач сборной России по футболу, девушка Дмитрия
- 2018 — Ненастье — Зоя
- 2018 — Вечная жизнь Александра Христофорова — Света
- 2019 — Мылодрама (телесериал) — Света
- 2019 — Учителя — Татьяна
- 2019 — Дипломат — Айну
- 2019 — Верность — Никифорова
- 2019 — Шторм — Женя Писарева, секретарь в прокуратуре
- 2019 — Полицейский с Рублёвки 5 — Вика Никольская
- 2020 — Чёрное море — Ирина Ротань
- 2020 — Проект «Анна Николаевна» — Женя, проститутка
- 2020 — СидЯдома — Юлия, секретарша
- 2021 — Белый снег — Лариса Лазутина
- 2021 — Фемида видит — Анна Шумилина
- 2021 — Сёстры — Мария, парикмахер
- 2021 — Вне себя — Людмила Борисовна Карпуль
- 2022 — Многоэтажка — мать Наташки
- 2021 — Инсталайф — Ира
- 2022 — Киллер — Марта
- 2022 — Онлайф — Ира
- 2023 — Дурдом — Янина
- 2023 — Бэби-тур — Геля
- 2023 — Лето. Нулевые — мама Сашки
- 2024 — Как друзья Захара женили — Жанна
- 2024 — Лихие — Ольга Шаболтас
- 2025 — ВИА «Васильки» — Василиса

### Дубляж
- 2009 — «Пророк»
- 2010 — «Я люблю тебя, Филипп Моррис»
- 2010 — «Одинокий мужчина»
- 2010 — «Хлоя» (Хлоя)
- 2010 — «Погребённый заживо» (сотрудник «911»)
- 2010 — «Убойные каникулы» (Хлое)
- 2011 — «Вкус ночи» (Шарлотта)
- 2011 — «Бьютифул»
- 2012 — «Голодные игры»
- 2012 — «Мастер»

## Награды
- 2020 — премия фестиваля «Утро Родины» за лучшую женскую роль второго плана («Учителя»)[3]